# Vandenberg (음반)
| 전문가 평가                      | 전문가 평가 |
| 평가 점수                        | 평가 점수   |
| 출처                             | 점수        |
| -------------------------------- | ----------- |
| AllMusic                         | [ 1 ]       |
| Collector's Guide to Heavy Metal | 10/10       |

《Vandenberg》는 네덜란드의 하드 록 밴드 반덴버그의 첫 번째 스튜디오 음반으로, 1982년 앳코 레코드에서 발매되었다. 이 음반은 반덴버그가 영국의 사운드 엔지니어 스튜어트 엡스와 함께 프로듀싱했고 영국의 지미 페이지의 솔 스튜디오에서 녹음했다.
파워 발라드 〈Burning Heart〉는 음반의 싱글로 국제적으로 발매되었다. 〈Burning Heart〉는 빌보드 핫 100에서 39위로 정점을 찍었다. 이 음반은 1983년 빌보드 200 차트에서 65위로 정점을 찍었고 올뮤직은 이 음반을 "쉽게 80년대 가장 과소평가된 데뷔 메탈 음반 중 하나"라고 불렀다.
《Vandenberg》는 2002년 원디드 버드 레코드에 리마스터드되어 재발매되었다.

## 배경
씬 리지 오디션에 불합격 받은 아드리안 반덴버그는 네덜란드로 귀국한 뒤 새 멤버를 맞아 티저 (반덴버그가 과거에 짜고 있던 밴드)의 재결성을 시도하다 결국 반덴버그로 이름을 바꿨다. 그리고 데모 테이프가 애틀랜틱 레코드 임원 필 카슨에게 인정받으면서 데뷔가 결정됐고 1982년 4월에는 당시 지미 페이지가 소유하고 있던 솔 스튜디오에서 음반이 녹음됐다.

## 곡 목록
모든 곡들은 아드리안 반덴버그에 의해 작사/작곡하였다.
| #  | 제목                     | 재생 시간 |
| -- | ------------------------ | --------- |
| 1. | 〈Your Love Is in Vain〉 | 4:15      |
| 2. | 〈Back on My Feet〉      | 3:55      |
| 3. | 〈Wait〉                 | 5:11      |
| 4. | 〈Burning Heart〉        | 4:11      |

| #  | 제목                   | 재생 시간 |
| -- | ---------------------- | --------- |
| 5. | 〈Ready for You〉      | 3:57      |
| 6. | 〈Too Late〉           | 4:12      |
| 7. | 〈Nothing to Lose〉    | 3:23      |
| 8. | 〈Lost in a City〉     | 3:58      |
| 9. | 〈Out in the Streets〉 | 4:07      |